# Hard Skool
Hard Skool es el cuarto EP de la banda estadounidense Guns N' Roses. El sencillo fue publicado el 24 de septiembre de 2021, seguido del EP el 25 de febrero de 2022. El EP consiste de dos de sus sencillos más recientes y dos canciones en vivo, y es el primer lanzamiento de EP con el guitarrista Slash y el bajista Duff McKagan desde que se reincorporaron a la banda en el año 2016.

## Antecedentes
Las canciones «Absurd» y «Hard Skool» fueron escritas inicialmente durante las sesiones de Chinese Democracy. «Absurd» (conocida anteriormente como «Silkworms») fue interpretada en vivo cuatro veces en 2001, antes de que se filtrara en el Internet en 2018. Un fragmento de «Hard Skool» se publicó en línea en 2006, con la versión completa filtrada en 2019, bajo el título provisional «Jackie Chan».
Una versión modificada de «Absurd» fue interpretada en vivo por primera vez el 3 de agosto de 2021. Fue publicado como sencillo tres días después, convirtiéndose en el primer lanzamiento de nuevo material de la banda desde el lanzamiento de Chinese Democracy en 2008. También fue la primera canción de Guns N' Roses en presentar al guitarrista Slash y al bajista Duff McKagan desde el lanzamiento de «Sympathy for the Devil» en 1994. «Hard Skool» fue interpretada durante una prueba de sonido el 16 de septiembre de 2021. Fue publicada como sencillo el 24 de septiembre. La canción alcanzó el puesto #9 en el Billboard Mainstream Rock Airplay. El video lírico oficial debutó en Good Morning Football el 3 de diciembre de 2021.
Hard Skool EP fue anunciado el 25 de septiembre de 2021. Exclusivo de la tienda en línea de la banda, también incluirá versiones en vivo de «You're Crazy» y «Don't Cry», canciones publicadas originalmente en Appetite for Destruction (1987) y Use Your Illusion I (1991), respectivamente. El EP estuvo disponible en CD, vinilo y casete el 25 de febrero de 2022. Una segunda versión en vinilo será publicada el 24 de junio de 2022. Incluirá «Hard Skool» y una versión en vivo de «Shadow of Your Love».

## Recepción de la crítica
Brian Kachejian de ClassicRockHistory escribió sobre la nueva canción «Hard Skool», “La canción es simplemente Guns N' Roses vintage puro. No hay un fanático del rock and roll en el planeta al que no le encante esta nueva canción de Guns N' Roses”. Stephen Hill de Classic Rock le dio una reseña positiva a «Absurd», señalando cómo la canción hace que la banda “suene genuinamente animada, agresiva y llena de energía bulliciosa”. Sin embargo, Loudwire notó una división entre las audiencias, con algunos “cavando la canción” mientras que otros “no parecen estar tan interesados”. «Hard Skool» fue mejor recibida, con varias publicaciones describiéndola como “vintage” Guns N' Roses.

## Lista de canciones
| Lista de canciones de Hard Skool |                       |                                                                                     |          |  |
| N.º                              | Título                | Escritor(es)                                                                        | Duración |  |
| 1.                               | «Hard Skool»          | Axl Rose, Slash, Duff McKagan, Robin Finck, Josh Freese, Tommy Stinson, Paul Tobias | 3:41     |  |
| 2.                               | «Absurd»              | Rose, Dizzy Reed, Slash, McKagan                                                    | 3:23     |  |
| 3.                               | «Don't Cry» (live)    | Rose, Izzy Stradlin                                                                 | 4:24     |  |
| 4.                               | «You're Crazy» (live) | Guns N' Roses                                                                       | 4:24     |  |

## Posicionamiento
| Gráfica (2021)                             | Pico de posición |
| ------------------------------------------ | ---------------- |
| Hungría (Single Top 40)                    | 25               |
| Estados Unidos (Billboard Mainstream Rock) | 9                |